# 罗伯特·默里
罗伯特·默里（英語：Robert Murray，1870年2月18日—1948年4月28日），英国男子射击运动员。他曾代表英国参加1912年夏季奥林匹克运动会射击比赛，获得男子团体50米小口径步枪金牌。